# 유리 골판드
유리 아브라모비치 골판드 (러시아어: Ю́рий Абра́мович Го́льфанд; 1922년 1월 10일 카르코프 – 1994년 2월 17일 예루살렘)은 러시아와 이스라엘의 물리학자로 특히 1971년에 자신의 지도학생인 에브제니 리흐트만(Evgeny Likhtman)과 공동으로 푸앵카레 대수를 반교환 스피너 발생자를 이용하여 확장하여 보손과 페르미온 사이의 초대칭을 제안한 논문으로 유명하다. 이들이 제안한 대수를 수퍼 푸앵카레 대수라고 부르기도 한다. 이 논문에서 4차원의 초대칭 게이지 장이론 즉, 광자와 포티노 장의 질량과 2개의 키랄 물질 수퍼멀티플릿(supermultiplet)을 포함하는 초대칭 양자전기역학을 제안하였다. (자세한 버전은 아래의 Tamm 기념 판 참조, 영어 번역 있음)
유리 골판드는 1947년 레닌그라드 국립대학교에서 수학박사학위를 취득하고, 1951년부터 1973년까지 및 1980년부터 1990년까지 모스크바의 레베데프 물리학연구소에서 재직하였다.
유리 골판드도 재소 유대인으로 소련 국외로의 이민이 거부된 리퓨즈니크(Refusenik)이었다. 그는 초대칭에 관한 연구를 발표한 2년 뒤인 1973년에 레베데프 물리학연구소에서 해고되었다. 18년 뒤인 1990년에 소련을 떠날 수 있는 허가를 받아 1990년에 이스라엘로 이주하여 하이파의 테크니온에서 근무하다 1994년에 사망하였다.
그의 구체적인 일대기는 아래 참고 문헌 "Physics in a Mad World"내에 있는 B. Eskin의 에세이 참조.

## 참고 문헌
- M. Shifman. Introduction to the Yuri Golfand Memorial Volume «Many Faces of Superworld»
- Гольфанд Ю. А., Лихтман Е. П., Расширение алгебры генераторов группы Пуанкаре и нарушение Р-инвариант-ности, "Письма в ЖЭТФ", 1971, т. 13, в. 8, с. 452 (Russian). (Yu. A. Golfand and E. P. Likhtman, JETP Lett. 13, 323 (1971). Reprinted in Supersymmetry, Ed. S. Ferrara, (North-Holland/World Scientific, Amsterdam — Singapore, 1987), Vol. 1, page 7. )
- Yu. A. Golfand and E. P. Likhtman, «On the Extensions of the Algebra of the Generators of the Poincaré Group by the Bispinor Generators», in I. E. Tamm Memorial Volume Problems of Theoretical Physics, Eds. V. L. Ginzburg et al., (Nauka, Moscow 1972), page 37.
- M. Shifman, 편집. (2015). 《Physics in a Mad World》. Singapore: World Scientific. ISBN 978-981-4619-28-8.